# Mieres
Mieres – miasto w Hiszpanii, we wspólnocie autonomicznej Asturia, usytuowane nad rzeką Caudal. Jeden z głównych ośrodków wydobycia węgla w kraju. W 2007 liczyło 44 992 mieszkańców.
Urodził się tutaj Javier Fernández Fernández, hiszpański polityk, prezydent Asturii.

## Współpraca
Miejscowości partnerskie:
- Amgala, Sahara Zachodnia
- Herstal, Belgia
- Karwina, Czechy
- San Miguel de Padrón, Kuba